# Эвфаузиевые
Эвфа́узиевые, эуфа́узиевые, или эуфаузии́ды (лат. Euphausiacea), — отряд морских ракообразных из класса высших ракообразных. Около 90 видов, объединяемых в два семейства: Euphasiidae (около 10 родов) и Bentheuphausiidae (единственный вид — Bentheuphausia amblyops). Промысловые виды эуфаузиевых известны под названием криль. Наиболее известным промысловым видом является антарктический криль (Euphausia superba).

## Физиология и экология
Пелагические планктонные организмы, небольшие рачки (длина тела, согласно Большой российской энциклопедии, от 7 до 100—150 мм, а согласно Британской энциклопедии, от 8 до 60 мм), напоминающие креветок. Мелкие виды (до 10 мм длиной) обитают в тропических и субтропических водах, размеры возрастают по мере удаления от экватора и увеличения глубины обитания и наиболее значительны у антарктического криля (60 мм), Bentheuphausia amblyops (80 мм), Thysanopoda cornuta и Thysanopoda spinicaudata (до 150 мм). 
Головогрудь хорошо развитая, дорсально сросшаяся с карапаксом (головогрудным щитом). Глаза тёмные, часто розоватые, стебельчатые, фасеточные, хорошо развитые. От передней нижней части головы отходят антеннулы, размер и форма которых играют важную роль в классификации отдельных родов отряда. Вторая пара антенн расположена вблизи от переднего края головного конца на его нижней стороне.
Для кормления используется меньшее количество ног, чем у креветок: ни одна пара ног не эволюционировала в ногочелюсти, двуветвистые грудные ноги используются для плавания, но не для захвата и удерживания пищи. Последние две пары грудных ног, как правило, рудиментарны. Жабры отходят от основания грудных ног, не прикрыты карапаксом и свободно свешиваются. Брюшной отдел хорошо развит, от первых пяти сегментов отходят плеоподы (плавательные конечности). Хвостовые конечности-уроподы вместе с тельсоном формируют хвостовой веер. Тельсон хорошо отчленённый, длинный, заострённый, с парой фуркальных придатков. У самцов первые две пары брюшных ног имеют копулятивный придаток — петазму, у самок на нижней стороне VI грудного сегмента расположена сперматека — складка для спермы, в которую открываются парные половые отверстия.
У большинства видов (за исключением рода Bentheuphausia) на нижней половине тела расположены фотофоры (органы свечения), обычно красного или пурпурного цвета. Тело прозрачное, вследствие чего, когда фотофоры не работают, рачки невидимы в воде. Просвечивающая хитиновая облочка мягкая, почти лишена известковых включений и скульптуры панциря. Прижизненная окраска чаще всего красноватая, в особенности в ротовой части, у основания конечностей и в обрамлении брюшных сегментов, реже голубоватая, желтоватая или зеленоватая.
Оплодотворение яиц внутреннее. Яйца вымётывают в воду. Цикл развития включает метаморфоз с науплием в качестве начальной стадии и многочисленными линьками. Образуют огромные скопления на глубинах от 2000 м до поверхности моря. Играют важную роль в пищевых цепях Арктики и Антарктики, — служат пищей усатым китам, многим промысловым рыбам, тюленям, пингвинам и другим птицам. Криль имеет важное промысловое значение благодаря высокому содержанию витамина A в его мясе; крилевое масло, содержащее омега-3-ненасыщенные жирные кислоты, используется в диетических добавках.

## Систематика
Установить филогенетическое место эвфаузиевых в структуре класса высших ракообразных на основании ископаемых остатков к началу XXI века остаётся невозможным. Количество палеонтологических находок, относящихся к этому классу, невелико, а для отряда эвфаузиевых уверенно классифицируемые ископаемые остатки отсутствуют полностью. Поэтому исследователи пытаются установить филогенетические связи отряда, используя морфологические и генетические данные современных таксонов. Морфологические исследования конца XX века указывают на близость эвфаузиевых к примитивным десятиногим ракообразным, в том числе из родов Sergestes, Aristaeomorpha и Stenopus. Анализ ядерной рибосомной ДНК показывает высокую степень родства между отрядом Euphausiacea и мизидами. Ещё одной родственной, но более базальной группой являются анаспидацеи, тогда как десятиногие ракообразные генетически более далеки. Таким образом, морфологические и генетические данные вступают в противоречие.
В отряде выделяются два семейства, представленных 11 родами:
- Bentheuphausiidae Colosi, 1917
  - Bentheuphausia G. O. Sars, 1885
- Euphausiidae Dana, 1850
  - Euphausia Dana, 1850
  - Hansarsia Shaw, 2023
  - Meganyctiphanes Holt & Tattersall, 1905
  - Nematobrachion Calman, 1905
  - Nyctiphanes G. O. Sars, 1883
  - Pseudeuphausia Hansen, 1910
  - Stylocheiron G. O. Sars, 1883
  - Tessarabrachion Hansen, 1911
  - Thysanoessa Brandt, 1851
  - Thysanopoda H. Milne Edwards, 1837

Внутри отряда наиболее архаичным является род Bentheuphausia. Внутри семейства Euphasiidae самый примитивный род — Thysanopoda, а наиболее прогрессивную ветвь составляют Nematoscelis, Nematobrachion, and Stylocheiron.

## Галерея

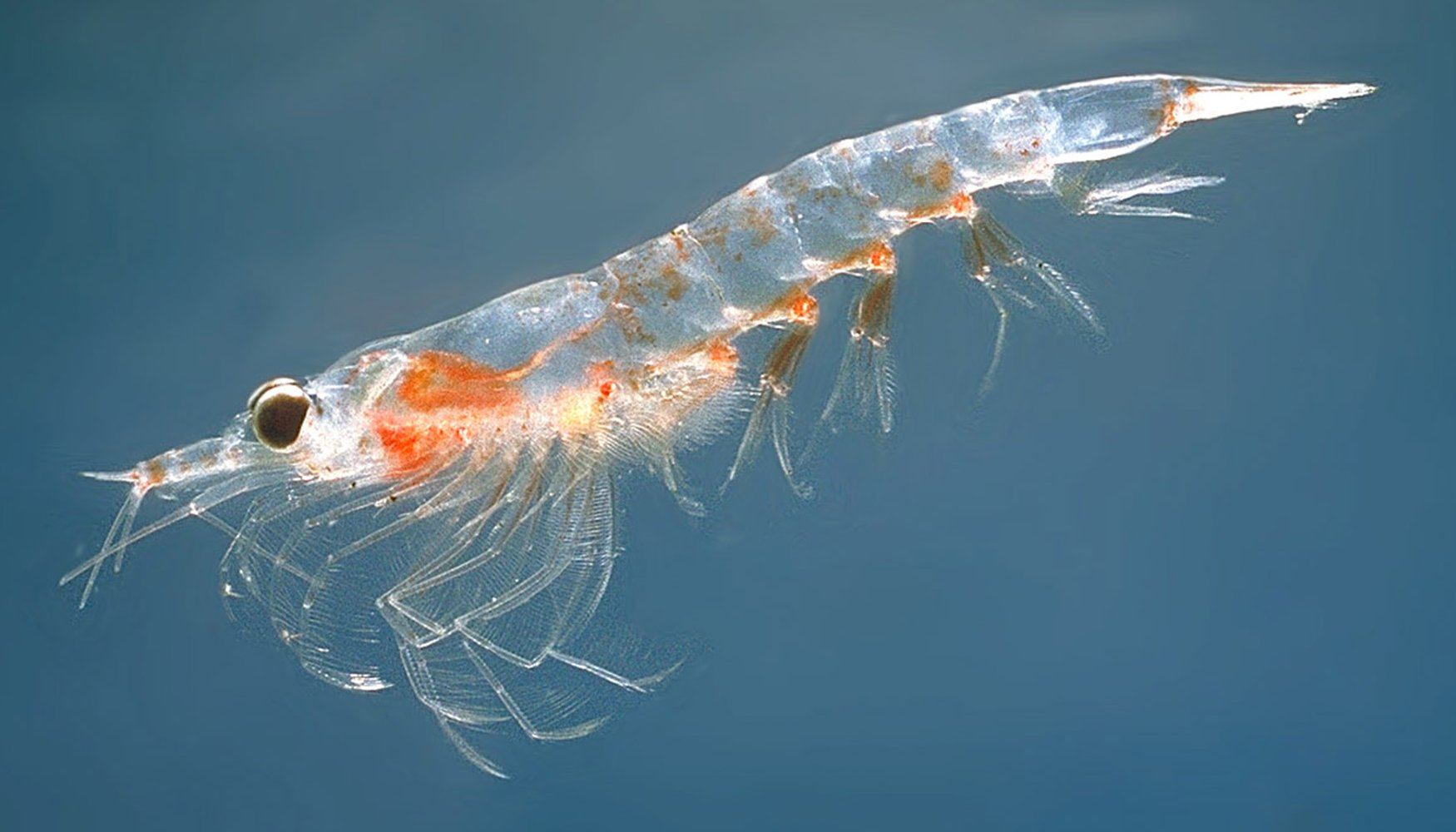
Meganyctiphanes norvegica
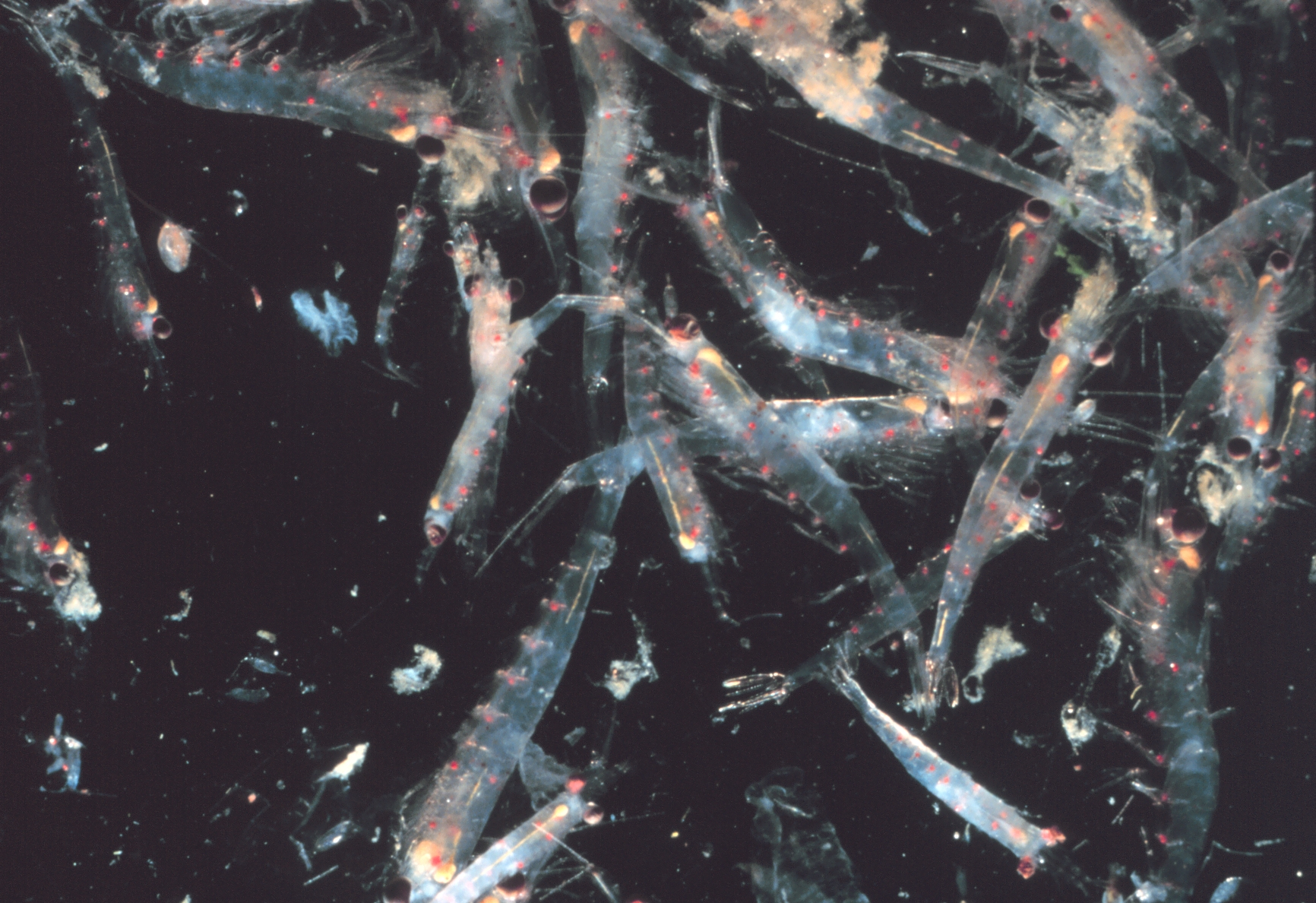
Криль
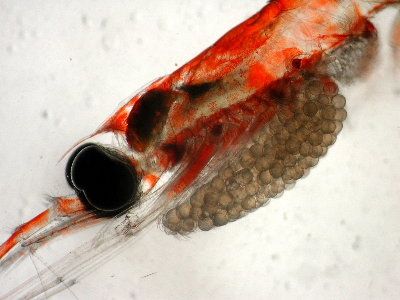
Самка Nematoscelis difficilis с икрой
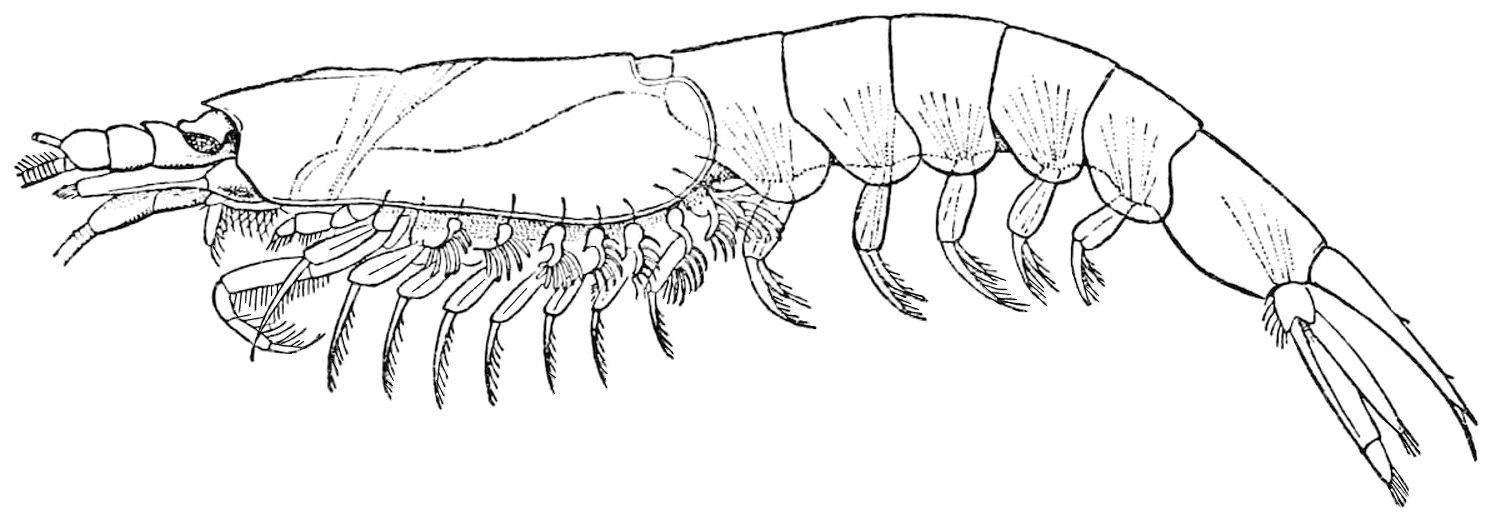
Bentheuphausia amblyops